# أساطير رومانية

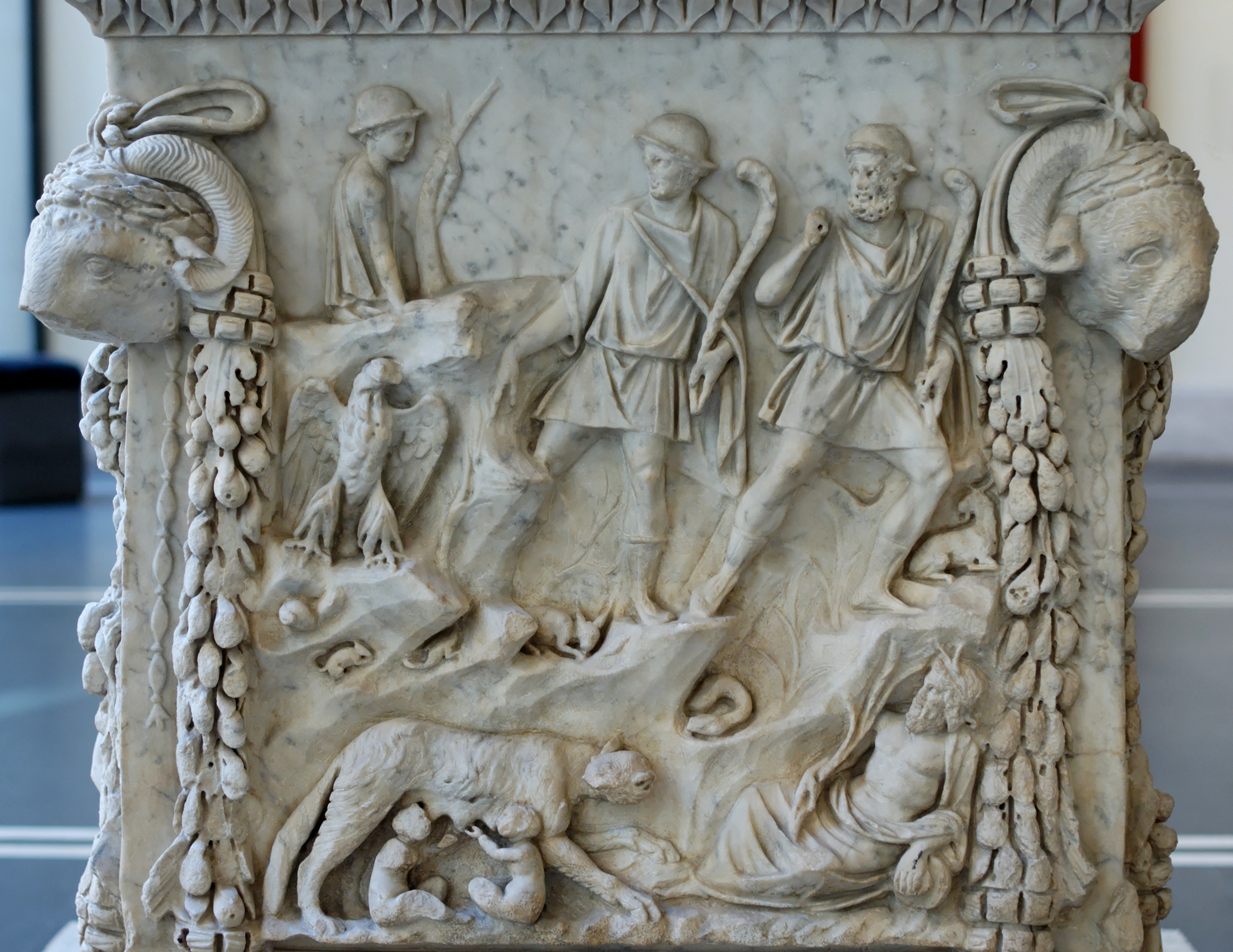
مذبح المريخ فينوس،

ليس في الميثولوجيا الرومانية،رضعان يانة الرومانية، نبي متفوق، وماثيا ل سعي إلي تفسير طبيعة الآلهة ولم يعرف في الديانة الرومانية كتاب مقدس، ونص محدمن الد يعلالم الفضيلة والأخلاق الصالحة، ويكشف عن حقائق الظواهر الطبيعية والكونية ولم يعرف في هذه الديانة مخطط واضح ليوم الحساب والبعث. الأمر الذي يدعو إلى عدم انتظار تعاليم وعقائد صارمة يقوم علي ترويجها كهنة مميزون ومنظمون في تراتبية كهنوتية دقيقة.

## الناحية العملية
سيطرت الناحية العملية النفعية على الديانة الرومانية، فطالما كانت الآلهة الرومانية تؤدي دورها بالنسبة للشخص الروماني وتلبي له متطلباته، كان يعبدها لكنه إذا ثبت عدم جدوى إله من الآلهة لم يتردد الشخص الروماني أن يبحث عن معبود آخر طالما خذله المعبود الأول. ولما كانت الديانة سطحية شكلية غير روحية كديانات الشرق فقد كان لدى هذا الشخص إحساس مستمر بهذا النقص وهو ما أدى إلى استقبال آلهة كثيرة من الشرق والترحيب بها وكان من بين هذه الآلهة الإله إسكليبيوس والإلهة كيبيلي وإيريس وميثراس وغيرهم.

## مفهوم الآلهة عند الرومان
كان الرومان الأولون وثنيين كغيرهم من الشعوب القديمة، وعبدوا قوي الطبيعة وتصوروا أن لكل مظهر من مظاهرها إلهًا يدبر أمورها ثم تطورت بفعل احتكاكهم باليونان والفينيقيين والأيونيين. وصاروا يعتقدون بوجود آلهة تشبه البشر بشكلها وبصفاتها وبعواطفها. وأخذوا مفاهيم اليونانيين حول الألوهية واستوردوا آلهتهم وسموها بأسماء رومانية فيما يعرف بالتأويل الروماني، ولم تكن أشكال الآلهة الرومانية لتختلف عن الأشكال البشرية وكذلك طبائعهم. فآلهتهم تحب كما يحب البشر وتكره وتغضب وتنتقم وعلاقة الآلهة، لا تخضع لهواجس تقلق بالهم كالخوف من المستقبل ومن السقوط إلى هوة العدم أي الموت، فالآلهة خالدة وتتمتع بشباب دائم، وجمالها لا يخفت، وقدرتها لا تضمحل، وعواطفها لا تنضب.

### دور الأسرة
كانت الأسرة الرومانية هي المركز الذي يلتف حوله الدين والأخلاق والنظام الاقتصادي وكيان الدولة بأجمعها كما كانت هي المنبع الذي تستمد منة هذه المقومات كلها. وعندما انضمت العائلات بعضها إلى بعض لتكون مجتمعًا؛ كانت الطقوس والعادة العائلية هي أساس عبادة الدولة، وقد كان الملك في بدئ الأمر هو الكاهن. وعندما لم يعد هناك ملوك استمر لقب ملك الأمور المقدسة بعدهم في البقاء وكان هناك طوائف من الكهنة يساعدون الملك وهم قوم عاديون ليسوا طبقة خاصة بل كانوا زملاء يشتركون في تنظيم العبادة والاحتفالات، وكانت الدولة تحتفظ بسجلات الأعياد والحوادث البارزة التي لها أهمية دينية وقد قامت تدريجيا بوضع قانون مقدس.

### المعتقدات
اعتقد الرومان في الحسد والمعجزات والخرافات ولقد كانت التمائم شائعة الاستعمال سواء علقها الأشخاص علي أبواب منازلهم أو علي صدورهم لترد الأرواح الخبيثة. وكانت التعاويذ السحرية تستخدم لمنع الأخطار وللشفاء من الأمراض وإنزال المطر من السماء وإهلاك جيوش الأعداء.

### تشبيه الرومانيين
يعتبر تشبيه الرومانيين لألهتهم بالبشر في الواقع تقديرا كبيرا لقيمة الإله من جهة وتأليه لصفات البشر بالصورة الإنسانية من جهة ثانية. فالآلهة عندهم ارتقت من مجرد مسوخ حيوانية فيها سمات بشرية إلى بشر يتمتعون بأرقي وأقوي ما في الإنسان من سمات. فهم يتمتعون بقوة بدنية لا تضاهى. وركزوا علي قدرات الآلهة الجنسية التي ظهرت في تصوير ألهتهم يكثرون من الزواج ويؤثرون تعدد الزوجات أو الأزواج، ويقومون بمغامرات عاطفية لا تعد ولا تحصى. وفي مقابل انسياق بعض آلهتم في تحقيق رغباتهم الجنسية، نرى الإلهة أثينا إلهة الحكمة تؤثر العفة وتحافظ علي بكارتها إلى الأبد.
ثم أن البشر والآلهة كلاهما أبناء إلهة الأرض «غايا» وأبناء الإله الزعيم «زيوس» أو جوبيتر. إلا أن المشابهة بين الآلهة والبشر ليست مطلقة.
وكانت فكرة الرومان البدائيين عن معبوداتهم فكرة غامضة إلى حد أنهم كانوا يعجزون عن أن يتصوروا أشكالها أو إن كانت من الذكور أو الإناث في كل حالة. وهذا يفسر لماذا استمر الرومان مدة طويلة يعبدون آلهتهم دون أن يقيموا لها تماثيل أو معابد، وذلك برغم اعتقادهم أنه كان لكل إله ملجأ معين يجب أن يعبد فيه. وكانت مظاهر العبادة لا تخرج عن الضراعة وسكب قدر من اللبن عادة أو من النبيذ نادراً وفقاً لأصول نمت مع الزمن لتنظيم إقامة هذه الشعائر ضماناً لكسب رضاء الآلهة. وإذا استجاب المعبود إلى الضراعة كان لابد من تقديم قربان علي هيئة كعكة أو أضحية. وإذا لم يستجب كان لابد من الاستمرار في إقامة الشعائر مع الحرص على حسن أدائها.

### مفهوم الأرواح عند الرومان
اعتقد الرومان أن كل شيء في الطبيعة تسكنه الأرواح التي تفسر وجود هذا العدد الكبير من الآلهة في البانثيون الروماني، وتظهر المشيئة الإلهية عن طريق الظواهر الطبيعية التي يبحث الشخص الروماني التقي عن تفسير لها. وهذا يعلل الاهتمام الكبير المقدم للفؤول والنذر في كل مظهر من مظاهر الحياة اليومية الرومانية.

## أبرز الآلهة

### آلهة الرومان الأوائل
أبرز الآلهة التي عبدها الرومان الأوائل: تلوس ماتر (بالإنجليزية: tellus mater) أي الإلهة الأم إلهة الأرض، وكيريس (بالإنجليزية: cers) إلهة القمح، ونيرفاكتور (بالإنجليزية: vervactor)، وريغاريتور (بالإنجليزية: regarator)، وأوكيتور (بالإنجليزية: occator) ، وسريتور (بالإنجليزية: sarritor)، وغيرها من الآلهة الصغيرة التي نحتت اسماؤها من العمليات الزراعية كحرث الأرض، وبذر البذور، تسميد الأرض، وتمهيد التربة، وجني المحصول وتخزينه.
ولم يكن عند الرومان قوي روحية خارج نطق العمليات الزراعية والتي تعتبر وظائف خاصة محددة لمواسم أو أوقات معينة. وجعل الرومان الأوائل إلهة ترعى أمور الولادة وتنشئة الوليد منها كونينال (بالإنجليزية: cunina) التي تهز المهد، وماجيتانوس (بالإنجليزية: vagitanus) التي تسحب الرخات الأولى للوليد، ورومينا (بالإنجليزية: Rumina) إلهة الرضاعة، وفابوينوس (بالإنجليزية: fabuinus) التي تعلمه الكلام، وستاتولينوس (بالإنجليزية: statulinus) التي تعاونه في محاولاته الأولى للوقوف. وهناك أيضا ً لاريس (بالإنجليزية: lares) التي ترعى الأسر وتحرس الحقول، وجونو (أو يونو) (بالإنجليزية: Iuno) التي تحمي الأنوثة والزواج (كانوا يعتقدون أن الزواج في شهر يونيو يكون زواجا ً سعيدا).

### آلهة الرومان الكبار
وبدأت تظهر أسماء آلهة كبار بعد زحل (بالإنجليزية: saturnus) إله البذور، ونبتون (بالإنجليزية: Neptune) إله الماء، وكويرنيوس (بالإنجليزية: quirinus) إله القوة الغامضة التي توحدت فيما بعد مع رومولوس (بالإنجليزية: Romulus) المؤسس الأسطوري لروما.
وفي المرحلة اللاحقة من تاريخ ديانتهم أقاموا هياكلا ومعابدا عظيمة علي تل الكابتول (بالإنجليزية: capitoline)، وهو أعلي تلال روما السبعة، كمعبد جوبيتر (أوزفس بالإغريقي) كأفضل وأعظم إله، وجعلوه يسيطر على مجمع آلهة الكابتول على النحو الذي كان يسيطر فيه زفس علي مجمع آلهة جبل أوليمبوس.

### الآلهة الإثني عشرة الكبار
كرم الرومان بصفة خاصة اثني عشر إلها سميت بال dii consentes. وهم ستة من الذكور وستة من الإناث. وهؤلاء الآلهة هم:
- جوبيتر وهو ملك متوج على الآلهة الرومانية. وكانت له ألقاب كثيرة مثل إله الشمس وضوء القمر وإله الرياح والمطر والعواصف والرعد والبرق. وصور غالبا ً كرجل عجوز ملتح ربما ليبين أنة كان حكيما. وكان حيوانه المفضل هو النسر.
- جونو وهي ملكة الآلهة وزوجة جوبيتر. وكانت إلهة السماء والقمر. رمزت إلى الصفات الوقورة المطلوبة للنساء الرومانيات، وكانت حامية للنساء أثناء المخاض وأثناء إعدادهن للزواج.
- مينرفا وهي ابنة جوبيتر وجونو واعتبرت الإلهة العذراء المختصة بالمحاربين والشعر والطب والحكمة والتجارة والحرف.
- فستا وهي واحدة من أكثر الإلهات شعبية وغموضاً في البانثيون الروماني. وهي إلهة الموقد. يقع معبدها فوق تل البلاتين حيث كانت تشتعل النار المقدسة وتعمل عذارى فستا على أن تبقي هذه النار مشتعلة على الدوام.
- كيريس وهي ابنة ساتورن وريا وزوجة وأخت جوبيتر وأم بروسربينا وهي إلهة الزراعة.
- ديانا وهي أم الحيوانات المتوحشة والغابات وإلهة القمر. وقد كانت أشجار البلوط مقدسة لها علي نحو خاص. وقد اشتهرت بقوتها وجمالها ومهارتها في الصيد.
- فينوس وهي إلهة الحب والرغبة الجنسية الرومانية ولكونها إلهة للحب فقد كانت ملكة للملذات والمتعة وأُماً للشعب الروماني.
- مارس كان في البداية إلها مختصا بالزراعة لكنة اختص بعد ذلك بالحرب. وكان زوجا لريا سيلفيا ووالد رومولوس وريموس باني مدينة روما ولهذا كان يعتبر والدا للشعب الروماني.
- ميركوريوس الذي كان إلها رومانيا مختصا بالتجارة ولذا فقد ابتهل التجار إليه. وهو ابن جوبيتر ومايا. وكان أيضا رسولا للآلهة.
- نبتون كان إلها مختصا بالماء، لذا كان إله البحر، وكان يسيطر على العواصف والزلازل وقد كان ابنا لساتورن وأخا لجوبيتر وبلوتو وامتلك معابدا في برك فلامينيوس وفيما بعد في ساحة مارتيوس.
- فولكانوس هو ابن جوبيتر وجونو وزوج مايا وفينوس. وقد كان إلها للنار والبراكين وصانع أسلحة الآلهة والأبطال.
- أبولو وهو ابن جوبيتر ولاتونا وأخو ديانا، وكان إلها للموسيقى يعزف على قيثارة ذهبية ورامي سهام يطلق السهم بعيدا ً من قوسه الخفي وإلها للشفاء علم الناس الطب وإلها للضوء.وكان إلها للحقيقة لا يقول إلا صدقا.
- بلوتو الذي كان مختصا ً بالعالم السفلي. بسبب كآبته رفضت كل الإلهات التزوج به فقام باختطاف برسيفوني ابنة ديميتر وتزوج بها.
- ساتورن والد جوبيتر وملكا على الآلهة والسماء قبل أن يقرر جوبيتر وأخواه نبتونوس وبلوتو محاربته وإقصاءه عن العرش.[8]

## الكهنة
يُقَسِم شيشرون كهنة الرومان إلى ثلاثة أنواع:.
1. الذين يهتمون بالشعائر.
2. الذين يقومون بتفسير أقوال الآلهة أي كهنة الوحي.
3. الذين يتنبئون بالمستقبل عن طريق العلامات التي تظهر في السماء والفؤول المختلفة وهم العرافون.

وكان من أسباب ظهور العرافة هو اقتفاء العادة الأتروقية التي تعتبر أن استطلاع رغبات الآلهة هو إجراء ضروري يجب اتخاذه قبل الإقدام علي أي من الأمور العامة. ولم تلبث القواعد الخاصة بتسيير النذر أن بلغت من التعقيد الشديد ما اقتضي تشكيل هيئة من العرافين المتمرسين بأمور استطلاع رغبات الآلهة.
ومن بعض أهم طرق العرافة كانت ملاحظة تحليق الطيور في طيرانها وطريقة التقاط الدجاج لطعامها. وكان العرافين مقسمين إلى عرافي الآوغر augur، عرافي هاروسبيكس Haruspex وعرافي هاريولوس Hariolus الذين كانوا أقل انتشارا من النوعين الأولين.
في البداية كوِنَت هيئة الكهنة من ثلاثة أفراد ثم زيدوا إلى خمسة ثم إلى تسعة تحت رئاسة الكاهن الأعظم. وكانت لديهم السلطة ليقيموا كل شيء مرتبط بعلاقات البشر مع الآلهة. وكان من حقها أيضا أن تقرر الاعتراف بالآلهة الأجنبية أم لا. وكانت كل الأمور الخارقة تحضر إليهم كما كانوا يسألون عن طرق التكفير.

## أنظر أيضًا
التأويل الروماني